# Tommaso del Garbo
Tommaso del Garbo (également Thomas de Garbo) (environ 1305 à Florence; mort en 1370 à Florence) était professeur de médecine à Pérouse et Bologne. Fils de Dino del Garbo, il était ami avec Pétrarque.

## Sources
- « Consilio di Tommaso del Garbo Fiorentino contro la Pestilentia », in: M. Ficino, Contra alla peste, Florence, 1576